# Кортес-і-Граена
Кортес-і-Граена (ісп. Cortes y Graena) — муніципалітет в Іспанії, у складі автономної спільноти Андалусія, у провінції Гранада. Населення — 1033 особи (2010).
Муніципалітет розташований на відстані близько 350 км на південь від Мадрида, 37 км на північний схід від Гранади.
На території муніципалітету розташовані такі населені пункти: (дані про населення за 2010 рік)
- Лос-Баньйос: 326 осіб
- Кортес: 82 особи
- Граена: 427 осіб
- Лопера: 198 осіб

## Демографія
Динаміка населення (INE ):

## Галерея зображень

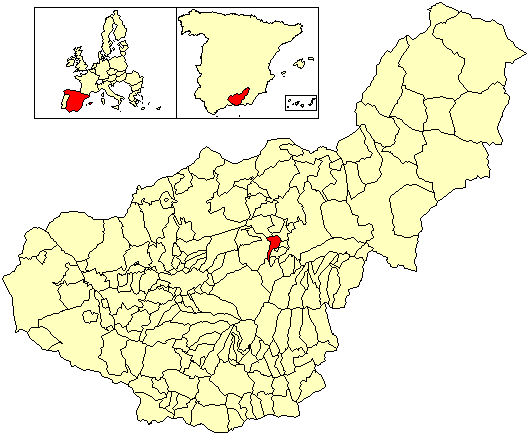
Розташування муніципалітету у провінції Гранада